# Studenternas IP
Studenternas IP (volledige naam: Studenternas Idrottsplats, in de volksmond "Studan") is een multifunctioneel stadion in de Zweedse stad Uppsala. Het werd geopend in 1909 en beschikt over twee arena's: een zomerarena met een capaciteit van 6.000 toeschouwers en een winterarena met een capaciteit van 8.000 toeschouwers. Tevens beschikt het stadion over recreatieve voorzieningen als een tennisbaan en een minigolfbaan.

## Ligging
De beide stadions liggen in elkaars verlengde, waarbij de Noordelijke korte zijde van het voetbalstadion grenst aan de Zuidelijke korte zijde van het bandystadion. Beide arena’s liggen centraal in Uppsala, aan de rivier Fyrisån. Het voetbalstadion grenst aan het stadspark van Uppsala.

## Nieuw stadion
In 2017 is begonnen met de sloop van het oude zomerstadion en gestart met de bouw van een nieuw en modern voetbalstadion. De verwachting is dat het nieuwe stadion in 2020 helemaal gereed is en kent dan een capaciteit van 10.000 toeschouwers. Hoofdbespeler is voetbalclub IK Sirius, dat ten tijde van de bouw in de Allsvenskan speelde. Vanaf het seizoen 2020 speelt ook Dalkurd FF in het stadion. De wedstrijden worden gespeeld op kunstgras. Het stadion is een multifunctioneel gebouw met ruimte voor horecagelegenheden en kantoren en biedt ook ruimte voor andere evenementen zoals concerten.

## LGHTB
Het nieuwe stadion heeft de doelstelling meegekregen dat Studenternas een plek moet zijn waar iedereen sport kan beleven zonder zich gediscrimineerd te voelen. Het stadion krijgt daarom het predicaat “LGHTB-vriendelijk”. Om dit te realiseren krijgt het personeel en de bespelende verenigingen onder andere onderwijs in het omgaan met LGHTB-gerelateerde vragen.

## Toeschouwers
Het publieksrecord in de winterarena is gevestigd tijdens de bandyfinale van 2010 en staat op 25.560 toeschouwers. 
De zomerarena kent een publieksrecord van 12.456, gevestigd tijdens een voetbalwedstrijd tussen Sirius en Landskrona BoIS op 13 oktober 1968.

## Bandyfinale
Uppsala en Studenternas zijn in de periode 1991-2012 en vanaf 2018 gastheer van de jaarlijkse finalewedstrijden om het Zweeds kampioenschap in Bandy. De winterarena wordt voor die gelegenheid voorzien van extra tribunes waardoor de capaciteit uitgebreid wordt tot ongeveer 20.000 toeschouwers.

## Bespelers
Het stadion is de thuishaven van verschillende sportclubs op het gebied van bandy en voetbal.

### Bandy
- IK Sirius BK
- IFK Uppsala
- IF VP Uppsala
- IF Vesta
- Uppsala BoIS
- UNIK BK

### Voetbal
- IK Sirius FK
- Dalkurd FF

Behrn Arena (Örebro SK) ·
Borås Arena (IF Elfsborg) ·
Falkenbergs IP (Falkenbergs FF) ·
Gamla Ullevi (IFK Göteborg) ·
Grimsta IP (IF Brommapojkarna) ·
Guldfågeln Arena (Kalmar FF) ·
Kopparvallen (Åtvidabergs FF) ·
Nya Parken (IFK Norrköping) ·
Olympia (Helsingborgs IF) ·
Rambergsvallen (BK Häcken) ·
Strandvallen (Mjällby AIF) ·
Strawberry Arena (AIK Fotboll) ·
Strömvallen (Gefle IF) ·
Eleda Stadion (Malmö FF) ·
Tele2 Arena (Djurgårdens IF) ·
Örjans vall (Halmstads BK)
Ängelholms IP (Ängelholms FF) ·
Finnvedsvallen (IFK Värnamo) ·
Gamla Ullevi (GAIS Göteborg) ·
Jämtkraft Arena (Östersunds FK) ·
Landskrona IP (Landskrona BoIS) ·
Myresjöhus Arena (Östers IF) ·
Norrporten Arena (GIF Sundsvall) ·
Påskbergsvallen (Varbergs BoIS) ·
Skarsjövallen (Ljungskile SK) ·
Stadsparksvallen (Jönköpings Södra IF) ·
Stora Valla (Degerfors IF) ·
Studenternas IP (IK Sirius FK) ·
Södertälje Fotbollsarena (Assyriska Föreningen, Syrianska FC) ·
Tele2 Arena (Hammarby IF) ·
Vapenvallen (Husqvarna FF)
Arosvallen ·
Bårsta IP ·
Enavallen ·
Folkungavallen ·
Fredriksskans IP ·
Gamla Ullevi ·
Herrgärdets IP ·
Hillängens IP ·
Jernvallen ·
Johanneshovs IP ·
Kamratvallen ·
Lövåsvallen ·
Malmö IP ·
Malmö Stadion ·
Motala IP ·
Norra IP ·
Ramnavallen ·
Råsunda IP ·
Råsundastadion ·
Rimnersvallen ·
Ruddalens IP ·
Ryavallen ·
Sandåkerns IP ·
Skogsvallen ·
Slottsskogsvallen ·
Olympisch Stadion (Stockholm) ·
Söderstadion ·
T3 Arena ·
Trollebo IP ·
IJsbaan van Eskilstuna ·
Ullevi ·
Vägga IP ·
Vångavallen ·
Värendsvallen